# 預言者の唄
『預言者の唄』（よげんしゃのうた、The Prophet's Song）はイギリスのロックバンド、クイーンの楽曲。クイーンの5枚目のアルバム、『オペラ座の夜』に収録された。

## 概要

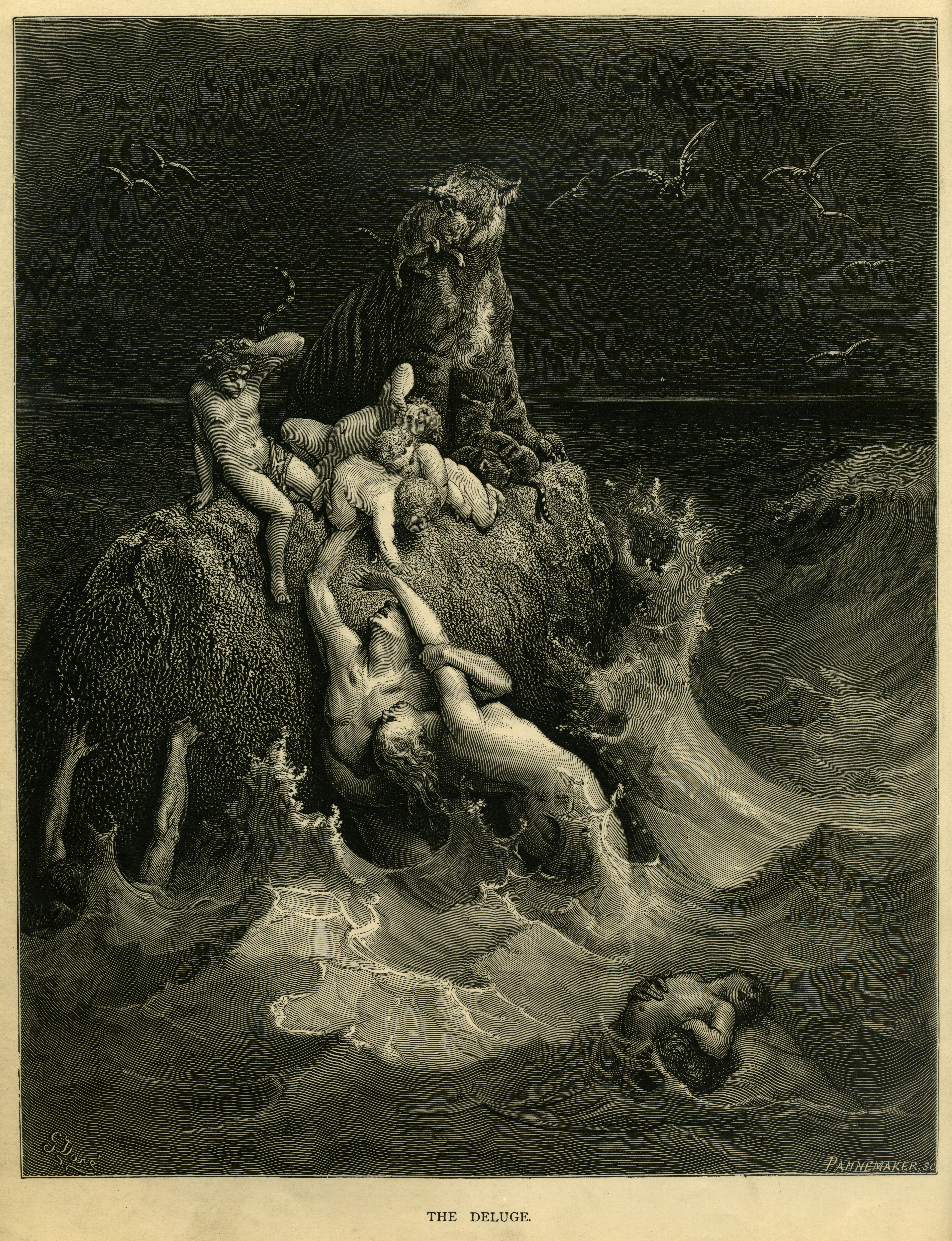
ギュスターヴ・ドレによる『大洪水』。ブライアンは自分が見た洪水の夢をもとにこの曲を書いた。

本作はクイーンのボーカルが入っている曲の中で最長の曲で、中盤には２分にも渡るアカペラが入っている。このパートはブライアンが朝の5時までかかって作業した。その後ブライアンは自宅で眠ってしまったが、起きたら隣家のラジオから、この曲が聞こえてきたという。これはDJのケニー・エヴェレットがスタジオからテープを盗んでラジオに流したからだという。
ブライアンが冒頭と終盤に、日本のファンからもらったというおもちゃの琴を用いている。ブライアンのギターは普通ならE2のところをD2にチューニングしている。曲が終わった後、アルバムでは、そのまま「ラヴ・オブ・マイ・ライフ」へと流れ込む。
この曲はブライアンが『シアー・ハート・アタック』のセッション中に十二指腸潰瘍で入院したときに見た、洪水で人間が償いのためにすべてをやり直すという内容の夢がもととなっている。また『出エジプト記』のサウンドトラックも想定していたという。
ブライアンは本作について、「実を言うとね、いつもちょっと残念に思うんだ、「預言者の唄」は必ず陰に隠れてしまう――「ボヘミアン・ラプソディ」がどんなものも残らず覆い隠してしまうからだ！ だから「預言者の唄」は、隠された才能みたいなものだね。ポジティブに考えれば、これはクイーンのディープな面で、探りはじめたら魅力にハマれる曲だ。リスナーにとってもいいことじゃないか、見つけ出して夢中になれるんだ。でもそう、君の言うとおり、この2曲は系統としては似ている」と述べている。
「オールミュージック」は『「ボヘミアン・ラプソディ」と並んでクイーンの最も優れたスタジオ作品』と評し、「ローリング・ストーン」は『このレコードのベスト・トラック』と評するなど評価は高い。
マイク・ポートノイが気に入っているクイーンの曲の一つである。

## 演奏
※出典
- フレディ・マーキュリー-ボーカル
- ブライアン・メイ-エレキギター、アコースティック・ギター、バッキング・ボーカル、琴
- ジョン・ディーコン-ベースギター
- ロジャー・テイラー-ドラム、バッキング・ボーカル